# Bon à savoir
Le magazine Bon à savoir, de son nom complet Bon à savoir : La référence conso, est un magazine suisse, spécialisé dans l’information et la défense des consommateurs en Suisse romande et édité par les Éditions Plus Sàrl. La rédaction à son siège est à Lausanne. Tiré à 100 000 exemplaires, Bon à savoir est lu par 417 000 lecteurs en 2020.

## Historique
Dirigé depuis août 2018 par Pierre-Yves Müller, ancien rédacteur en chef adjoint de L'Hebdo, Bon à savoir est lancé en octobre 1997 par son premier rédacteur en chef Christian Chevrolet, un journaliste suisse, et sa collaboratrice Ellen Weigand, autre journaliste suisse d'origine allemande qui sera rédactrice en chef adjointe du titre de 2001 à 2006. Au moment du lancement, KI Konsumenteninfo AG, l'éditeur zurichois du magazine, a pour objectif d'atteindre 40 000 lecteurs réguliers en une année. Ces objectifs ont été rapidement dépassés : trois ans après son lancement, en été 2000, Bon à savoir atteignait en effet les 94 998 abonnements.
En parallèle, Bon à savoir met en place son site Web, qui propose rapidement de nombreux conseils et outils de calcul aux consommateurs et consommatrices.
En 2003, les Éditions Plus lancent le magazine Tout compte fait, le pendant de Bon à savoir en matière de finances. Le titre est abandonné treize ans plus tard pour être inclus dans Bon à savoir à l'été 2016.
De 2006 à 2018, le magazine est dirigé par la journaliste romande d'origine turque Zeynep Ersan Berdoz, directrice et rédactrice en chef, qui développe notamment les services aux consommateurs (dont la plateforme en ligne plaintes.ch, la relation lecteurs et la défense de la voix des consommateurs dans les médias). En novembre 2017, elle lance un nouveau titre bimestriel, petit frère de Bon à Savoir, spécialisé dans le domaine de la santé, Ma santé
[source insuffisante] Ses contenus et son graphisme avaient été élaborés par Ellen Weigand, mais son lancement prévu pour 2008 avait été annulé alors, faute de lecteurs en nombre suffisant.
Les pendants alémaniques et tessinois de Bon à savoir se nomment respectivement K-Tipp et Saldo, ainsi que Spendere meglio et L'Inquiesta, avec lesquels les magazines Bon à savoir et Ma santé collaborent. Tous trois sont propriété de la société zurichoise, KonsumentenInfo AG.

## Outils et guides pratiques
Le site internet et les applications mobiles contiennent différents outils destinés aux lecteurs et lectrices. Divers calculateurs, alertes et tests leur sont proposés.
Une trentaine de guides pratiques à commander en ligne sont également publiés par le magazine. Les thèmes de ces guides sont les assurances, les successions, la prévoyance, le bail, la propriété, et la santé.
La plateforme en ligne plaintes.ch permet aux utilisateurs et utilisatrices, depuis 2015, de déposer une réclamation contre certaines entreprises et d'évaluer le service-client appliqué. On peut y comparer gratuitement la qualité des services-clients de diverses entreprises. L'outil propose de l'aide à la rédaction des plaintes que le consommateur pourrait adresser à un service client, mais sert également de guide au suivi de ces plaintes. L'utilisateur peut alors, à la fin de son échange avec le service client, donner « son appréciation, [et] cumulée à celle des autres consommateurs, débouchera sur un « baromètre des plaintes ».

## Thèmes
Les thèmes abordés par le magazine sont :
- l'alimentation
- l'argent
- les assurances
- le droit
- l'environnement
- l'habitat
- les loisirs
- la mobilité
- la prévoyance
- les impôts
- la santé
- la technologie

En plus des dossiers thématiques présents dans chaque numéro, Bon à Savoir réalise plusieurs tests comparatifs de produits divers, des shampoings aux chocolats, en passant par la lessive ou les vélos. Une démarche qui a sa propre application mobile. Les sujets abordés se nourrissent de l’actualité et certains concepts tels que les relations publiques ou le publireportage sont exclus du magazine.

## Initiative populaire fédérale « En faveur du service public »
Bon à savoir s'est engagé dans la collecte de signature et la campagne pour l'Initiative populaire fédérale « En faveur du service public » en tant que membre fondateur du comité d'initiative. Les signatures sont déposées le 30 mai 2013 et le texte est accepté par un tiers des votants le 5 juin 2016, un signal fort pour une action n'émanant d'aucun parti politique.